# Герберт Рікгофф
Герберт Йоахім Рікгофф (нім. Herbert Joachim Rieckhoff; 25 грудня 1898, Берлін — 30 листопада 1948, Есслінген) — німецький воєначальник, генерал-лейтенант люфтваффе. Кавалер Лицарського хреста Залізного хреста.

## Біографія
Під час Першої світової війни 11 січня 1915 року вступив в морську піхоту. З листопада 1915 року служив в піхоті, 15 травня 1916 і 17 лютого 1917 року важко поранений. З листопада 1917 по березень 1918 року пройшов підготовку льотчика-спостерігача в 12-му запасному авіазагоні. Після демобілізації 12 серпня 1920 року вступив на службу в поліцію, командир взводу. З 1 червня 1926 року — радник, потім начальник відділу в управлінні поліції Тюрингії і тюринзькому Міністерстві економіки, з 1 січня 1934 року — старший урядовий радник  і начальник відділу повітряного флоту Тюринзького Міністерства економіки. 1 червня 1934 року переведений в люфтваффе і призначений начальником відділу комерційної льотної школи. З 1 квітня 1937 року — командир ескадрильї в Шверіні. 1 квітня 1938 року переведений в штаб 2-го авіаційного командування (з 1 лютого 1939 року — 2-й повітряний флот) і 26 серпня 1939 року очолив оперативний відділ. З 17 серпня 1940 року — командир 30-ї, з 21 жовтня 1940 року — 2-ї бомбардувальної ескадри. Учасник Французької і Балканської кампаній. 13 жовтня 1941 року призначений начальником штабу 1-го повітряного флоту. Учасник Німецько-радянської війни. 23 лютого 1943 року призначений авіаційним командиром 1. З 19 січня 1944 року — начальник Академії люфтваффе в Берліні-Гатові. З 21 вересня 1944 року — начальник 5-ї авіаційної області (зі штаб-квартирою в Штутгарті). 2 квітня 1945 року переведений в резерв. 8 травня 1945 року взятий в полон союзниками. 5 березня 1948 року звільнений.

## Звання
- Доброволець (11 січня 1915)
- Унтерофіцер (1 жовтня 1915)
- Фенріх (22 березня 1916)
- Лейтенант без патенту (8 липня 1916) — 6 жовтня 1917 року отримав патент від 9 серпня 1916 року.
- Лейтенант поліції (12 серпня 1920)
- Оберлейтенант поліції (1 жовтня 1923)
- Гауптман поліції (1 червня 1926)
- Гауптман (1 червня 1934)
- Майор (1 вересня 1935)
- Оберстлейтенант (1 лютого 1938)
- Оберст (19 серпня 1940)
- Генерал-майор (1 березня 1943)
- Генерал-лейтенант (1 липня 1944)

## Нагороди
- Залізний хрест 2-го і 1-го класу
- Хрест «За військові заслуги» (Австро-Угорщина) 3-го класу з військовою відзнакою (14 червня 1917)
- Нагрудний знак пілота-спостерігача (Пруссія)
- Нагрудний знак «За поранення» в чорному
- Почесний хрест ветерана війни з мечами
- Нагрудний знак пілота
- Медаль «За вислугу років у Вермахті» 4-го, 3-го і 2-го класу (18 років)
- Застібка до Залізного хреста 2-го і 1-го класу
- Авіаційна планка бомбардувальника
- Лицарський хрест Залізного хреста (5 липня 1941)
- Німецький хрест в золоті (19 серпня 1942)
- Орден Хреста Свободи 1-го класу з мечами (Фінляндія; 8 січня 1944)